# Typhonium bognerianum
Typhonium bognerianum är en kallaväxtart som beskrevs av Jin Murata och Sookchaloem. Typhonium bognerianum ingår i släktet Typhonium och familjen kallaväxter.
Artens utbredningsområde är Thailand. Inga underarter finns listade.